# Leonnato
Leonnato (in greco antico: Λεόννατος?, Leónnatos; Lamia, 356 a.C. – 322 a.C.) è stato un militare macedone antico, generale di Alessandro Magno; fece parte dei somatophylakes e  fu uno dei Diadochi.

## Biografia
Leonnato nacque intorno al 356 a.C. nella famiglia reale dei Lincesti, un piccolo regno di frontiera della Macedonia soggiogato da Filippo II. Quando, nel 336 a.C., Filippo fu assassinato, fu Leonnato a infilzare Pausania di Orestide, l'assassino, che aveva inciampato nella fuga.
Compagno d'infanzia di Alessandro Magno, lo seguì durante la sua conquista dell'Impero persiano, divenendo nel 331 a.C. uno dei sette somatophylakes (la guardia del corpo di Alessandro).
Era un ufficiale notevole per nobiltà, ma Plutarco lo descrive come capriccioso, volubile e tendente ad agire impulsivamente.
Svolse un compito importante durante l'avanzata in India, dove sostenne Alessandro durante la discesa dell'Indo nel 325 a.C.. Nell'agosto dello stesso anno fu incaricato di pacificare l'area alla sorgente dell'Indo e di preparare gli approvvigionamenti per la flotta di Nearco, mentre Alessandro ed Efestione si occupavano di domare le popolazioni dell'area: Leonnato portò a termine il proprio compito, sconfiggendo definitivamente gli Oriti nell'autunno 325 a.C., ma l'area rimase comunque insicura e Nearco dovette rimandare la propria partenza. Dopo la morte di Alessandro Leonnato si trovava in Europa e prese parte alla guerra lamiaca, durante la quale morì.

## Nella cultura di massa
- Nel film Alexander (2004), Leonnato viene interpretato da Garrett Lombard.